# اوزفالدو بارسوتيني
اوزفالدو بارسوتيني (بالإسبانية: Osvaldo Barsottini)‏ (25 أغسطس 1981 بتانديل في الأرجنتين - ) هو لاعب كرة قدم أرجنتيني في مركز الدفاع. لعب مع انيستتوتو وإنديبندينتي وجيمناسيا لابلاتا وغودوي كروز ونادي أتليتيكو كولون ونادي راسينغ ويونيون إسبانيولا وأتليتكو بلاتينسي ‏ وClub El Porvenir ‏ وSan Martín de Mendoza ‏.

## وصلات خارجية
- اوزفالدو بارسوتيني على موقع قاعدة بيانات كرة القدم.إي يو (الإنجليزية)
- اوزفالدو بارسوتيني على موقع Soccerway.com (الإنجليزية)